# Liste der Monuments historiques in Sauzon
Die Liste der Monuments historiques in Sauzon führt die Monuments historiques in der französischen Gemeinde Sauzon auf.

## Liste der Bauwerke
| Bezeichnung                             | Beschreibung | Standort                  | Kennzeichnung | Schutzstatus | Datum | Bild |
| --------------------------------------- | ------------ | ------------------------- | ------------- | ------------ | ----- | ---- |
| Batterie de Port-Blanc                  |              | (Lage)                    | PA56000081    | Inscrit      | 2017  |      |
| Corps de garde de la Pointe du Cardinal |              | (Lage)                    | PA56000047    | Inscrit      | 2000  |      |
| Fort Sarah Bernhardt                    |              | (Lage)                    | PA56000046    | Inscrit      | 2000  |      |
| Menhir Jean de Kerledan                 |              | La Terre de Jean (Lage)   | PA00091735    | Classé       | 1943  |      |
| Menhir Jeanne de Kerledan               |              | La Terre de Jeanne (Lage) | PA00091735    | Classé       | 1943  |      |
| Tumulus de la Lande du Semis            |              | Le Semis (Lage)           | PA00091734    | Inscrit      | 1983  |      |

## Liste der Objekte
- Monuments historiques (Objekte) in Sauzon in der Base Palissy des französischen Kultusministeriums